# Gewog di Kabjisa
Il gewog di Kabjisa è uno degli undici raggruppamenti di villaggi del distretto di Punakha, nella regione Centrale, in Bhutan.